# ترمنس
ترمنس (به اسپانیایی: Termens) یک منطقهٔ مسکونی در اسپانیا است که در نوگورا واقع شده‌است. ترمنس ۲۷٫۵ کیلومتر مربع مساحت دارد.